# Viktória Lujza porosz királyi hercegnő
Viktória Lujza porosz királyi hercegnő, férjezett Viktória Lujza braunschweigi hercegné (németül: Prinzessin Viktoria Luise von Preußen, Herzogin von Braunschweig, teljes nevén Viktoria Luise Adelheid Mathilde Charlotte; Potsdam, 1892. szeptember 13. – Hannover, 1980. december 11.) porosz királyi és német császári hercegnő, házassága révén braunschweig–lüneburgi és hannoveri hercegné, Braunschweig uralkodó hercegnéje, Hannover címzetes királynéja és Cumberland és Teviotdale címzetes hercegnéje.

## Élete

### Származása és gyermekkora
Viktória Lujza porosz királyi hercegnő 1892. szeptember 13-án látott napvilágot a potsdami Marmorpalaisban II. Vilmos német császár (1859–1941) és Auguszta Viktória schleswig–holsteini hercegnő (1858–1921) hetedik, utolsó gyermekeként. A hercegnő volt a család egyetlen leánygyermeke, így mindig is kivételezett helyzetben volt, szigoráról és katonásságáról ismert édesapja is engedékenyebbnek mutatkozott a hercegnővel szemben: „Viktória Lujza hercegnő – akinek természete éppolyan zsarnoki volt, mint az övé [II. Vilmos császáré], és aki pontosan azt tette, amihez kedve szottyant – volt az egyetlen személy, aki mert [a császárral] ellenkezni, és hihetetlen mértékben kimutatta függetlenségét”. A porosz királyleány köztudomásúan a császár legkedvesebb gyermeke és az uralkodócsalád egyik legnépszerűbb tagja volt: a hercegnő „kicsi ujja köré csavarta a szüleit, a bátyjait és az egész udvart, mindig a saját feje után ment…”
Az újszülött hercegnőt édesanyja születésnapján keresztelték meg a palota kápolnájában a porosz uralkodócsalád hagyományainak megfelelően protestáns hitre. Első keresztnevét apai nagyanyja, Viktória brit királyi hercegnő, második keresztnevét egyik felmenője, Lujza mecklenburg–strelitzi hercegnő és porosz királyné után kapta. Gyermekkora boldog, harmonikus környezetben telt el, neveltetéséről és oktatásáról a szülei által gondosan kiválasztott nevelőnők gondoskodtak. 1904-től kezdve az az Elisabeth von Saldern tanította, aki később az egyik legősibb német kolostor apátnője lett. Viktória Lujza modern életszemléletű volt: „kedvelte a sportokat, a szabadidős tevékenységeket, és rajongott a divatért.” Ugyanekkor a porosz királyleány ismert volt nagylelkűségéről, intelligenciájáról – a császári gyermekek közül őt tartották a legértelmesebbnek – és segítőkészségéről, édesapjánál is többször közbenjárt ismerősei érdekében. 1909. október 18-án a hercegnő konfirmálása jelentette felnőtté válását, melyet négy nappal később édesapja hivatalosan is elismert azáltal, hogy leányának ajándékozta a II. huszárezredet és egyben ezredesi posztra emelte.

### Házassága és gyermekei
Viktória Lujza hercegnő és Ernő Ágost hannoveri herceg (1887–1953) először akkor találkoztak, mikor a herceg 1912-ben a császári udvarba látogatott köszönetet mondani az uralkodónak. A fiatal hercegnek nyomban megtetszett a hercegnő, de egybekelésükbe egyikük családja sem szívesen egyezett bele. A porosz és a hannoveri uralkodóház közötti ellenségeskedés közel fél évszázada tartott: 1866-ban a poroszok letaszították a trónjáról a hannoveri királyt, aki viszont hivatalosan sosem mondott le sem címéről, sem trónigényéről. Az ellentét csak tovább mélyült akkor, amikor a braunschweigi uralkodó herceg halálával a korona a hannoveri hercegekre szállt volna, ha a porosz kormányzat nem teszi lehetetlenné öröklésüket. A hannoveri uralkodócsalád mindezek ellenére hatalmas vagyon birtokosa volt, melyet csak gazdagított a braunschweigi örökség.
Viktória Lujza hercegnő édesapja akaratával szembeszegülve kitartott választottja mellett, sorra utasította vissza a többi herceg leánykérését és a szülei által felkínált férjjelölteket. II. Vilmos császár, látva leánya elhatározottságát, személyesen találkozott a vőlegénnyel és győződött meg alkalmasságáról.
Viktória Lujza hercegnő és a hannoveri herceg 1913. február 11-i karlsruhei eljegyzése egyet jelentett a két uralkodócsalád kibékülésével. Esküvőjüket május 24-én tartották hatalmas pompa közepette a berlini császári palotában a brit király és az orosz cár jelenlétében. Ez volt az első világháború előtti utolsó nagy uralkodótalálkozók egyike. „A szemtanúk szerint elragadó volt a ceremónia, és a császár szemlátomást igen elfogódott lett, amikor el kellett engednie egyetlen lányát, akit annyira szeretett.” Viktória Lujza hercegnő és férje boldog, harmonikus viszonyban éltek. Kapcsolatukból öt gyermek született:
- Ernő Ágost (1914–1987), később címzetes hannoveri király, felesége Ortrud schleswig–holsteini hercegnő
- György Vilmos (1915–2006), felesége Zsófia görög hercegnő
- Friderika Lujza (1917–1981), házassága révén Görögország királynéja
- Keresztély Oszkár (1919–1981), felesége Mireille Dutry
- Welf Henrik (1923–1997), felesége Alexandra ysenburg–büdingeni hercegnő.

A család előbb a braunschweigi palotában, száműzésük alatt pedig az ausztriai gmundeni birtokon élt meghitt környezetben. Viktória Lujza hercegnő négy fiúgyermeke közül mindössze egynek, a legifjabb hercegnek nem születtek utódai. A hercegnő azt is megérte, hogy egyetlen leánya a görög uralkodóval kötött házassága révén görög királyné legyen. Az ő révén a hercegnő leszármazottjai közé tartozik a spanyol királyné és a címzetes görög király is.

### Braunschweigi hercegnéként
1913. október 27-én Ernő Ágost hannoveri herceg édesapja, a hannoveri trónörökös és cumberlandi herceg hivatalosan is lemondott braunschweigi trónigényéről, minden jogát egyetlen életben maradt fiára ruházta át. Másnap a birodalmi gyűlésen megtárgyalták a kérdést; a szavazást eredményeként – illetve annak hatására, hogy mégiscsak a német császár vejéről volt szó – a birodalmi gyűlés elismerte Ernő Ágost jogait és igényét a braunschweigi trónra. Hannover királysága ettől eltekintve továbbra is porosz tartomány maradt, e kérdésben a hercegnek nem sikerült eredményt elérnie. 1913. november 1-jén Viktória Lujza hercegné és férje hivatalosan is felvette a braunschweigi uralkodói címet, s ünnepélyek közepette bevonultak a braunschweigi fővárosba. Viktória Lujza hercegnő alaposan felkészült új hazája történelméből és szokásaiból, a braunschweigi nemesi hölgyek fogadása alatt a hercegné „minden őket érintő részletben tökéletesen tájékozottnak tűnt.” A házaspár átköltözött a fővárosban található hercegi kastélyba, ott rendezték be otthonukat és öt gyermekük közül kettő ott született – a többiek a világháború, illetve a száműzetés ideje alatt jöttek világra. Viktória Lujza és férje a kezdettől fogva népszerűségnek örvendtek, az újdonsült hercegné „mindenkit lenyűgözött királynői megjelenésével, és minden szívet megnyert magának és férjének.”
A braunschweigi kormányzat vezetése hivatalosan Ernő Ágost herceg kezében volt, a háttérben azonban felesége irányította az országot. Valamennyi kötelességét igyekezett maradéktalanul és hibátlanul teljesíteni; édesapja gyakorta tanácsokat adott neki arra vonatkozóan, hogyan viselkedjék és hogyan járjon el egy-egy kényesebb esetben.
Míg férje a világháború alatt katonai szolgálatot teljesített, rövid ideig a hercegné irányította az országot mint régens. A világháború elvesztése és a munkások életkörülményei miatt 1918. november 8-án forradalom robbant ki a hercegség fővárosában. A többség előtt meghajolva a délutáni órákban a herceg aláírta lemondónyilatkozatát, mely megfosztotta őt uralkodói címétől és az államügyekbe való beleszólási jogától. Egy nappal később a birodalom fővárosában Viktória Lujza hercegné édesapja is lemondott császári címéről, kikiáltották a köztársaságot. Ugyanezen a napon Ernő Ágost herceg családjával együtt elmenekült az országból, az ausztriai családi kastélyban kerestek menedéket.
Viktória Lujza hercegnő hozzátartozóival 1930-ban visszatelepült a blankenburgi kastélyba. A második világháború alatt a családot több kritika érte a nácikkal valós szimpatizálása miatt; a hercegnő és férje ugyanakkor nem vállaltak közösséget a nemzetiszocialistákkal, legidősebb fiukat pedig a háború végén a Gestapo hosszabb időre letartóztatta. A világháború végén a famíliának távoznia kellett a blankenburgi kastélyból. Az előrenyomuló szovjet Vörös Hadseregtől tartva a hercegnő és családja a brit erők által megszállt területen fekvő Marienburg-kastélyba húzódott vissza. A család az 1945-ös államosítás után anyagilag nehéz helyzetbe került; de befektetéseiknek köszönhetően később megoldódtak a problémáik. Viktória Lujza hercegnő aktívan részt vett a közéletben, több helyi jótékonysági szervezetnek is a tagja volt, és segített a hátrányos helyzetű gyermekek táboroztatásában, nyaraltatásában. Szívélyes, közeli kapcsolatát a porosz királyi családdal – elsősorban unokaöccsével, Lajos Ferdinánd porosz herceggel – élete végéig megőrizte.
1953. január 30-án elhunyt a hercegnő férje. A végakarata szerint minden vagyonát legidősebb fia örökölte, semmit sem hagyott feleségére és többi gyermekére. Az örökség körül vita alakult ki, mely hosszú évekre megosztotta a családot. Az özvegy Viktória Lujza hercegné nézeteltérései fiával odáig fajultak, hogy 1954-ben a hercegné elhagyta a családi otthont. A Braunschweiger Freundeskreis nevű társaság segítségével egy riddagshauseni kolostorban telepedett le. Idejét az öregek és betegek ápolása mellett emlékiratai megírásának szentelte. 1972-ben nyolcvanadik születésnapja alkalmából több újságcikk és riport is foglalkozott a személyével, mint az utolsó német császár egyetlen életben maradt gyermekéével.
1980 őszén az idős hercegnő elhagyta a kolostort, és egy hannoveri házba költözött. Az egykori porosz királyi hercegnő, braunschweigi hercegné és címzetes porosz királyné itt hunyt el 1980. december 11-én nyolcvannyolc esztendős korában. Maradványait díszes ünnepségek közepette temették el a hannoveri királyi család mauzóleumába, férje oldalára. Emlékét máig több utca, tér és iskola őrzi; valamint utána nevezték el a német császári haditengerészet egyik csatahajó-osztályát Victoria-Louise-Klasse névre.

## Emlékiratai
- Ein Leben als Tochter des Kaisers
- Im Glanz der Krone
- Im Strom der Zeit
- Bilder der Kaiserzeit
- Vor 100 Jahren
- Die Kronprinzessin[megj 1]
- Deutschlands letzte Kaiserin[megj 2]

## Külső hivatkozások
- Az uralkodóház hivatalos honlapja (német nyelven). Preussen.de. [2017. június 27-i dátummal az eredetiből archiválva]. (Hozzáférés: 2010. március 10.)
- Viktória Lujza porosz királyi hercegnő családfája (német nyelven). Emecklenburg.de. (Hozzáférés: 2010. március 10.)
- Viktória Lujza porosz királyi hercegnő életrajzi adatai, fényképei (németül)
- Viktória Lujza porosz királyi hercegnő ékszerei (németül)
- Viktória Lujza porosz királyi hercegnő esküvőjéről szóló újságcikk (angolul)

| Előző: – | Braunschweig hercegnéje 1913–1918 | Következő: – |